# Nuova Santander
Nuova Santander (in spagnolo Nuevo Santander, conosciuta in precedenza come Colonia de la Costa del Seno Mexicano) era una provincia del Vicereame della Nuova Spagna che comprendeva l'attuale stato messicano di Tamaulipas, parte dello stato messicano di Nuevo León e la parte meridionale del Texas tra il Río Bravo e il fiume Nueces.
Fu fondata per ordine del viceré della Nuova Spagna il 3 settembre 1746 e il suo nome è dovuto al fatto che il fondatore e governatore, José de Escandón, era originario di una cittadina vicino a Santander, precisamente di Soto la Marina, Valle de Camargo (attualmente comune di Santa Cruz de Bezana), in Cantabria, Spagna. La sua colonizzazione iniziò nel 1748. Nuevo Santander, inizialmente chiamata Colonia de la Costa del Seno Mexicano, crebbe grazie alle proposte dei governatori di Nuevo León e di altri Stati per controllare gli attacchi degli indios che si rifugiavano sulla costa e nelle zone montuose adiacenti. A quei tempi, i mercanti provenienti da Città del Messico dovevano aggirare questa regione per paura di essere attaccati dagli indiani provenienti da nord.